# Veba
Una veba (in inglese voluntary employees' beneficiary association, letteralmente "associazione volontaria beneficiaria dei dipendenti") è una tipologia di fondo finanziario, costituito nella forma di associazione volontaria di lavoratori dipendenti, permesso e regolato dal sistema fiscale degli Stati Uniti, il cui scopo è la fornitura e la gestione di prestazioni e benefici extra-salariali per i dipendenti di un'azienda o gruppo di aziende.
Tra le tipologie di servizi erogati da una Veba ci sono le assicurazioni sugli infortuni, le spese di cura dei bambini, la formazione continua dei dipendenti, il costo dei servizi legali, l'assicurazione sulla vita, le indennità di malattia, licenziamento e di disoccupazione e il pagamento delle ferie.
Affinché questo possa beneficiare della deducibilità dalle tasse, dell'esenzione fiscale su alcuni benefici e di altri privilegi minori assicurati dalla legge, l'organizzazione di una Veba deve soddisfare alcuni requisiti aggiuntivi:
- essere un'associazione volontaria di dipendenti, legati da un vincolo occupazionale comune (uno stesso datore di lavoro, ad esempio, ma anche l'appartenenza allo stesso settore industriale o la stessa area geografica);
- tutte le sue attività debbono essere finalizzate alla fornitura delle prestazioni ai suoi beneficiari (e i proventi delle attività del fondo non possono essere destinati ad altra destinazione che non sia il pagamento delle prestazioni);
- deve esser controllata dai suoi membri, direttamente o attraverso i loro fiduciari, o da un amministratore indipendente;
- prevedere il principio di non discriminazione nel pagamento dei suoi benefici (a meno che trattamenti privilegiati per qualcuno non siano stabiliti in virtù di un accordo di contrattazione collettiva).

Sebbene siano previste dal diritto statunitense fin dal 1928, è solo negli ultimi decenni che le Veba hanno conquistato uno spazio significativo nella gestione delle politiche di welfare aziendale e nelle relazioni industriali. Dal 2007, con la crisi del settore automobilistico americano, i fondi Veba sono diventati uno strumento importante nel processo di risanamento delle cosiddette Big Three (General Motors, Ford e Chrysler).
Il 21 gennaio 2014, il fondo Veba dei dipendenti della Chrysler ha ceduto le proprie quote azionarie della casa automobilistica americana (pari al 41,46% del totale) alla FIAT. In contemporanea alla cessione delle quote alla compagnia italiana per 3,65 miliardi di dollari, il sindacato automobilistico UAW e la dirigenza di Fiat-Chrysler hanno annunciato la stipula di un memorandum d'intesa aggiuntivo al contratto di contrattazione collettiva per i dipendenti della casa automobilistica, in virtù del quale Fiat-Chrysler verserà al Veba Trust 700 milioni di dollari all'anno per i prossimi 4 anni e ulteriori 175 milioni per il triennio successivo. In cambio, UAW collaborerà attivamente al monitoraggio e all'implementazione dei piani di sviluppo industriale del gruppo.